# 野野市站 (IR石川鐵道)

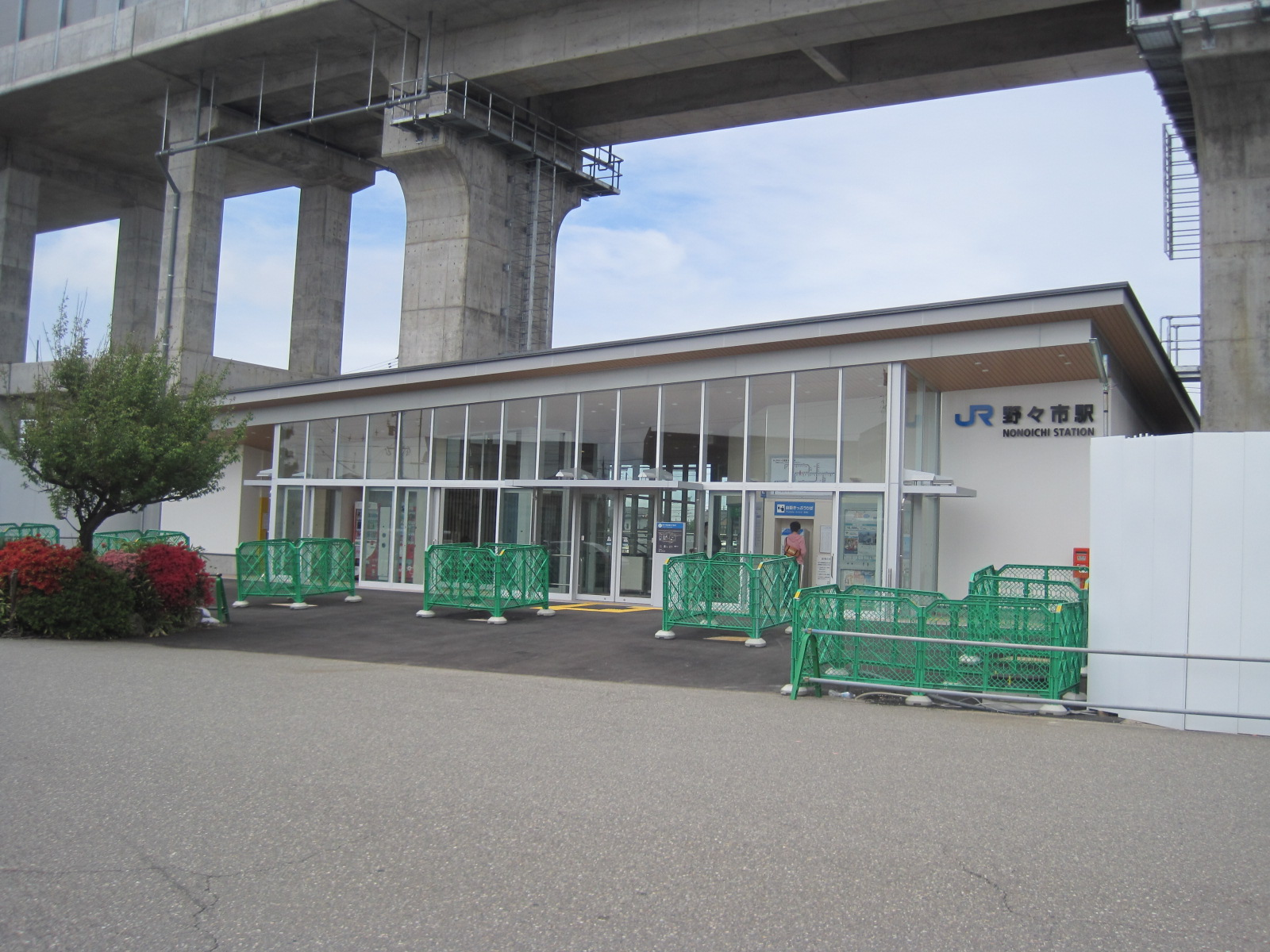
南出口（2012年5月3日）

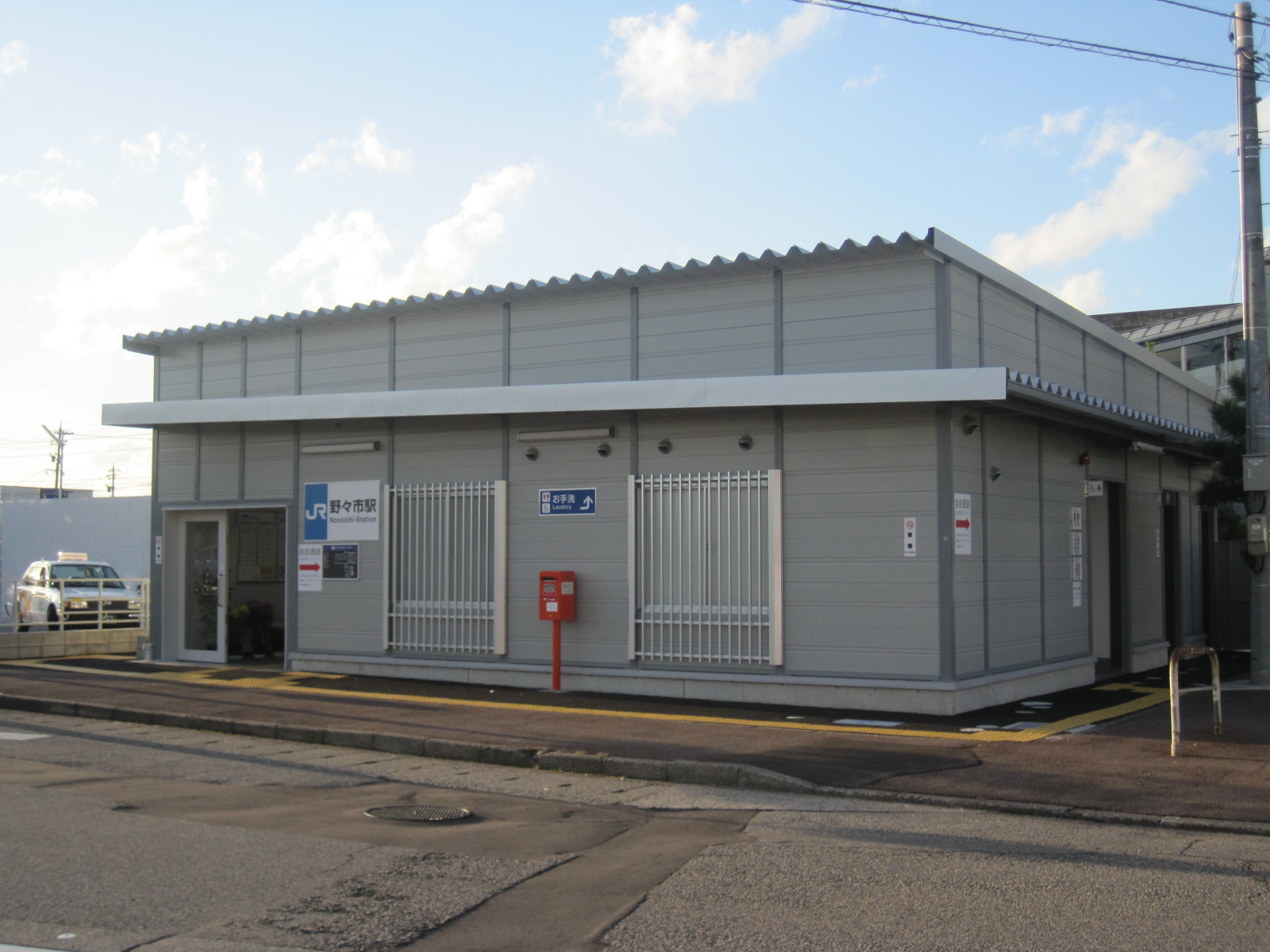
南出口的臨時車站大樓（2010年11月3日）

野野市站（日语：／ Nonoichi eki */?）是位於石川縣野野市市二日市三丁目1番，IR石川鐵道的IR石川鐵道線車站。

## 背景
此站的總工程費用為4,500萬日圓，其中町付出3,000萬日圓，當地人付出1,500萬日圓，為一座請願車站。在車站啟用當時，車站周邊一帶都是田園地帶。在1970年（昭和45年），國道8號金澤繞道開通，也開設許多商店。在1970年代後期，在國道8號周邊開始建設縣營御經塚住宅區，使車站使用人次急增。另外，在此站啟用前，西金澤站曾經名為野野市站。

## 車站構造
車站是一座地面車站，設有2面2線的相對式月台。由於此站沒有轉轍器或絶對信號機，因此此站被分類為停留所。月台之間設有跨線橋連接。
上行月台側設有南出口，在2012年，南出口站房重建，「售票處」也變成綠色，但是不是綠色窗口，不能對應e5489。下行月台側設有北出口，北出口設有公共設施野野市北口廣場（1樓）。在北出口廣場、南北閘外通道建成前，北出口的車站大樓與下行線月台只設有樓梯級連接。北出口（閘外）設有廁所，該廁所在夜間（北出口窗口營業時間外）關閉。南出口、北出口均設有1台近距離用的藍色自動售票機（可讓ICOCA增值）。
北陸新幹線（金澤站以西啟用前，為金澤站至白山綜合車輛所的回廠線）在南出口車站大樓上方通過。隨著新幹線工程進行，南出口周邊也進行工程，此站與鄰站西金澤站和松任站均建設跨站式站房。在2012年4月21日首班車起，新車站大樓開始使用（在2010年9月4日至2012年4月20日之間使用臨時車站大樓）。

### 月台
| 月台 | 路線          | 上下行 | 方向           |
| ---- | ------------- | ------ | -------------- |
| 1    | ■IR石川鐵道線 | 上行   | 小松、福井方向 |
| 2    | ■IR石川鐵道線 | 下行   | 金澤方向       |

※接近警告機會播放音樂，兩月台均播放「安妮·羅利」。

### 無障礙對應狀況
在北出口閘口至下行線月台之間，以及南出口閘口至上行線月台之間均設有斜道。在閘內的跨線橋設有升降機和電梯。在跨線橋旁設置了南北閘外通道，該通道設有電梯。但是，以上無障礙設施受車站職員當值時間影響。

## 歷史
- 1968年3月25日：國鐵北陸本線松任站至西金澤站之間開設此站（為旅客車站）。
- 1987年4月1日：隨國鐵分割民營化，車站由西日本旅客鐵道（JR西日本）營運。
- 1997年4月9日：野野市北出口廣場竣工。
- 2012年4月21日：南出口新車站大樓開始使用。
- 2017年4月15日：此站可以使用ICOCA[4][5]。
- 2024年3月16日：隨北陸新幹線延伸至敦賀，車站改由IR石川鐵道營運。

## 使用狀況
根據「石川縣統計書」和「野野市市統計書」，以下列出近年1日平均乘車人次：
| 年度   | 1日平均 乘車人次 |
| ------ | ---------------- |
| 1996年 | 827              |
| 1997年 | 941              |
| 1998年 | 1,221            |
| 1999年 | 1,227            |
| 2000年 | 1,229            |
| 2001年 | 1,193            |
| 2002年 | 1,208            |
| 2003年 | 1,246            |
| 2004年 | 1,244            |
| 2005年 | 1,239            |
| 2006年 | 1,223            |
| 2007年 | 1,224            |
| 2008年 | 1,317            |
| 2009年 | 1,309            |
| 2010年 | 1,329            |
| 2011年 | 1,401            |
| 2012年 | 1,457            |
| 2013年 | 1,541            |
| 2014年 | 1,582            |
| 2015年 | 1,758            |
| 2016年 | 1,831            |
| 2017年 | 1,887            |
| 2018年 | 1,946            |
| 2019   | 4,002            |
| 2020   | 3,194            |
| 2021   | 3,538            |
| 2022   | 3,820            |

## 車站周邊
- 100滿Bolt（日语：100満ボルト）金沢本店
- 御經塚遺址（日语：御経塚遺跡）
- AEON御經塚購物中心（日语：イオン御経塚ショッピングセンター）
- 石川縣警察（日语：石川県警察）交通機動隊（日语：交通機動隊）

## 巴士路線
南出口（野野市站前巴士站）
- 北鐵金澤巴士（日语：北鉄金沢バス）：45號「八日市線」經本押野、押越、伏見橋前往金澤站/46號： 金澤站 - 香林坊 - 有松 - 押越 - 野野市站
  - 在2012年9月30日前，路線由加賀白山巴士（日语：加賀白山バス）營運，在同年10月1日起，3間位於金澤地區的北陸鐵道巴士公司合併，成為北鐵金澤巴士。
- 北鐵金澤巴士：經太平寺、錦丘高校前、泉丘高校前、二水高校前前往金大附屬學校自衛隊前
  - 在2013年12月1日～2014年2月尾運行。但是，星期六、日、假日及學校假期期間暫停服務
- Notty（日语：のっティ）：北部路線、西部路線
- Nonki穿梭巴士：前往公立松任石川中央醫院（日语：公立松任石川中央病院）（部分以野野市市政廳為終點站）

北出口（野野市站北出口巴士站）
- Notty：北部路線
- Meguru（日语：めぐーる）：松任地區東路線
  - 2012年4月1日進行時間表、路線修正。開始駛入野野市站。

## 相鄰車站
IR石川鐵道
■IR石川鐵道線
松任－野野市－西金澤

## 註腳
1. ↑  . 廣報 野野市公民 (野野市町). 1967-01-01, 43: 3 （日语）.
2. ↑  . 野野市市.   [2018-04-14]. （原始内容存档于2020-10-21） （日语）.
3. ↑  《北陸新幹線建設に伴う仮野々市駅の供用開始について》 - JR西日本新聞稿 2010年8月25日
4. ↑   (PDF) (新闻稿). 西日本旅客鉄道／IRいしかわ鉄道／あいの風とやま鉄道. 2017-01-31  [2020-02-01]. （原始内容 (PDF)存档于2019-05-25） （日语）.
5. ↑   (PDF) (新闻稿). あいの風とやま鉄道. 2017-01-31  [2020-02-01]. （原始内容 (PDF)存档于2019-05-25） （日语）.
6. ↑  白山市統計書（令和元年）PDF
7. ↑  野野市市令和4年度統計書 （页面存档备份，存于）：12 運輸・通信

## 外部連結
- 野野市站 - IR石川鐵道 （页面存档备份，存于）